# نبال أيمزبوري

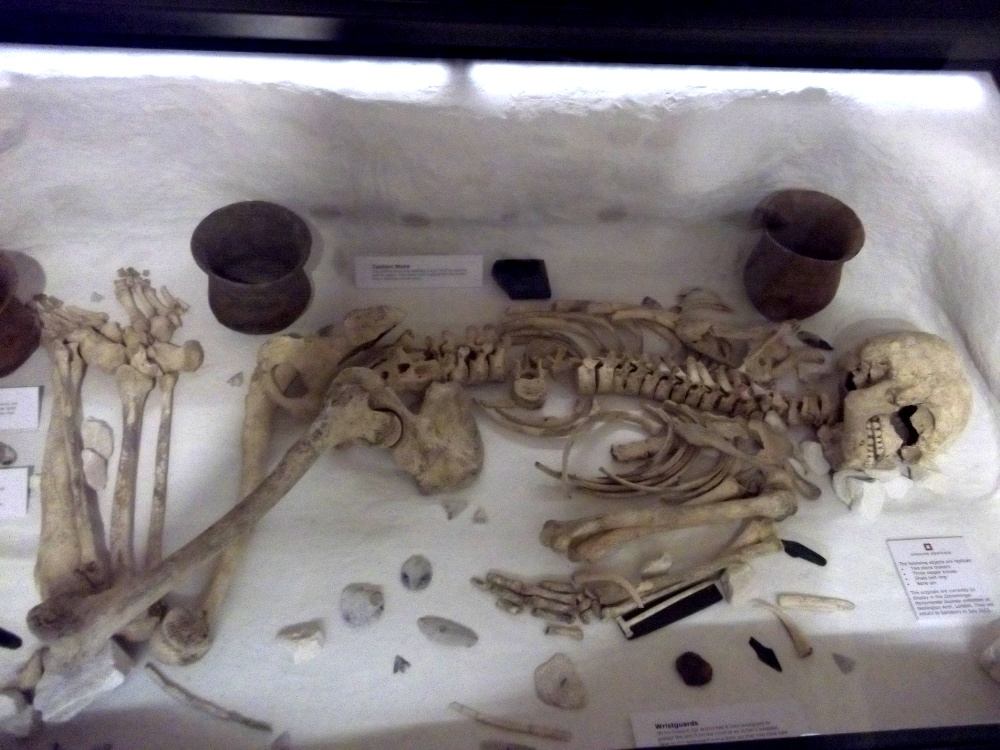
نبّال أيمزبوري

نبّال أيمزبوري هو إنسان عاش في زمن حضارة القدور الجرسية في العصر البرونزي؛ وعثر على رفاته في أيمزبوري أثناء التنقيب عن الآثار بالقرب من ستونهنج.
كشف عن القبر في أيار/مايو سنة 2002، وقدّر أنه عاش حوالي 2300 سنة قبل الميلاد. وتشير تحليلات التأريخ بالكربون المشع أن تاريخ الرفات ورفع عماد ستونهنج كان في فترات متقاربة. سمّي الشخص باسم "نبّال أيمزبوري"، بسبب وجود العديد من رؤوس سهام (أو نِبال) التي دفنت معه.

## اقرأ ايضاً
- ستونهنج